# 61 óra
A 61 óra Lee Child tizennegyedik Jack Reacher-könyve. Magyarországon először 2010-ben a General Press Kiadó adta ki a Világsikerek könyvsorozat részeként.

## Történet
A könyv 61 óra eseményeit mutatja be. Jack Reacher-nek 61 óra áll rendelkezésére, hogy megakadályozzon egy idős nő – egy tanú – ellen készülő gyilkosságot.

## Magyarul
- 61 óra; ford. Gieler Gyöngyi; General Press, Bp., 2010 (Világsikerek)
- 61 óra; ford. Kovács Attila; Reader's Digest, Bp., 2011 (Reader's Digest válogatott könyvek)
- 61 óra; ford. Gieler Gyöngyi; 2. jav. kiad; General Press, Bp., 2018